# Операція «Чорний перелік Сорок»
Операція "Чорний перелік сорок" була кодовою назвою американської окупації Кореї в період з 1945 по 1948 рік. Після закінчення Другої світової війни американські війська висадилися в межах сучасної Південної Кореї, щоб прийняти капітуляцію японців і допомогти створити незалежний і єдиний корейський уряд за допомогою Радянського Союзу, який окупував сучасну Північну Корею. Однак, коли ці зусилля виявилися безуспішними, Сполучені Штати і Радянський Союз створили свої власні дружні уряди, що призвело до нинішнього поділу Корейського півострова.

## Фон
Поділ Кореї на окупаційні зони було запропоновано в серпні 1945 року Сполученими Штатами Радянського Союзу після вступу останнього у війну проти Японії. На 38-й паралелі був обраний розділити на дві окупаційні зони по 10 серпня два американських офіцера, Дін Раск і Чарльз Бонстил, працюючи швидко і з невеликою інформацією про Кореї. Їх начальство схвалило лінію розділу, і пропозиція була прийнята порадами. Американці сподівалися створити представницький уряд, що підтримує американську політику в регіоні, а поради сподівалися створити ще одну комуністичну націю, дружню їх інтересам.

## Окупація
Американські окупаційні сили складаються з 45 000 військовослужбовців армії Сполучених Штатів. Першим з американських військ, які прибули до Кореї, був невеликий передовий загін, який приземлився на аеродромі Кимпо поблизу Сеула 4 вересня 1945 року. Ще одна невелика передова партія, що складається з чотирнадцяти осіб 7-ї піхотної дивізії, в Інчоні 8 вересня, а основний десант почався наступного дня. За словами автора Paul m. Едвардс, уряд Сполучених Штатів мало цікавився Кореєю і покладалося на генерала Дугласа Макартура, який командував окупацією Японії, у прийнятті більшості післявоєнних рішень. Макартур, проте, вже був перевантажений роботою, яку необхідно було зробити в Японії, тому він наказав командувачу операцією "чорний список сорок" генерал-лейтенанту Джону Р. Ходжу підтримувати "жорстку" окупацію Кореї. Ходжа створив свою штаб-квартиру в готелі "банда" в Сеулі, створив військовий уряд, оголосив англійську мову офіційною мовою Кореї і почав процес створення незалежного корейського уряду, дружнього Сполученим Штатам.
Ходж вважався великим полководцем, але поганим дипломатом. Немає сумнівів, що він не любив корейців і не знав їх культури і того, чим вона відрізнялася від японської. В результаті Ходж зробив багато помилок, в тому числі віддав наказ своїм людям "ставитися до корейців як до ворогів."Крім того, через брак робочої сили Ходж дозволив Старій японській поліції залишатися на чергуванні для контролю натовпу і аналогічної роботи. Він також зберіг колоніальний японський уряд, принаймні на початковому етапі, поки не зміг знайти відповідну американську заміну.Однак після скарги корейського народу американський військовий уряд офіційно відсторонив Корею від політичного і адміністративного контролю Японії 2 жовтня 1945 року. Таким чином, японські адміністратори були відсторонені від влади, хоча багато з них відтепер були найняті в якості радників для їх американських замін. Едвардс каже, що самим значним внеском генерала Ходжа в окупацію було приведення його військового уряду у відповідність з багатим антикомуністичним урядом Кореї і просування людей, які раніше співпрацювали з японцями, на керівні пости.
Автор E. Takemae каже, що американські війська були зустрінуті як окупанти, а не як визволителі. Він також каже, що американці ставилися до японців з більшою повагою, ніж до корейців, через їхнє військове минуле, і цінували японські знання та адміністративні навички, яких вони не знайшли серед корейців. Як виявилося, американці виявили, що легше мати справу з японською владою щодо поводження з Кореєю, замість того, щоб мати справу безпосередньо з багатьма різними політичними угрупованнями Кореї. За словами Такэмаэ:"в очах багатьох корейців американці були такими ж поганими, як японці.
Підготовка до виведення американських і радянських військ з Корейського півострова не могла початися до тих пір, поки США і Ради не домовляться про створення єдиного корейського уряду, дружнього інтересам обох народів. Однак Поради відмовилися прийняти будь-яку ідею, яка не передбачала створення комуністичної держави, і тому переговори були безплідні. В результаті цих розбіжностей Сполучені Штати направили "корейське питання" в організацію Об'єднаних Націй (ООН). Організація Об'єднаних Націй погодилася прийняти цей виклик у вересні 1947 року і приступила до проведення виборів під наглядом ООН. Проте Радянський Союз ясно дав зрозуміти, що будь-яке рішення, прийняте організацією Об'єднаних Націй, буде застосовуватись тільки до тієї частини Кореї, яка знаходиться на південь від 38-ї паралелі, і що все, що знаходиться на північ від паралелі, буде визначатися або ним самим, або нової Корейською Народно-Демократичною Республікою (Північна Корея). Проте вибори відбулися, і вигнаний корейський лідер Сінгман Рі був урочисто відкритий президентом нової Республіки Корея (Південна Корея) 24 липня 1948 року.
Незабаром після цього американська і Радянська окупації Кореї закінчилися, залишивши Корейський півострів розділеним. За словами Едвардса, більшість американців були раді виїхати. До 1950 році Корея, або далекосхідні справи в цілому, стали настільки незначними для американців, що 5 січня 1950 року президент Гаррі Трумен заявив, що він не буде втручатися в зіткнення між китайськими комуністами та націоналістами на Тайвані або на материковій частині Китаю, а сім днів через Державний секретар Дін Ачесон сказав, що "Корея тепер знаходиться поза американської сфери впливу. Незважаючи на це, 26 січня 1950 Сполучені Штати і Південна Корея підписали пакт про військову допомогу, але до моменту початку Корейської війни в країну прибуло всього 1000 доларів сигнального проводу.